# قوشة (توية)
قوشة (بالفارسية: قوشه) هي مستوطنة تقع في إيران في قسم تویة دروار الريفي. يقدر عدد سكانها بـ 135 نسمة .